# 内田恵里花
内田 恵里花（うちだ えりか、1997年3月19日 - ）は日本のサックス奏者、編曲家。福岡県生まれ。

## 来歴
1997年福岡県春日市に生まれる。5歳の時にエレクトーンを始め、中学校で吹奏楽部に入り父親の勧めでサックスを始める。

14歳の頃、JBA主催全日本中学生JBA管打楽器ソロコンテストにて九州大会金賞受賞する。学校長推薦により太宰府天満宮奨学生に選ばれる。

福岡第一高等学校音楽科に特待生入学。クラシックサックスのノウハウを学ぶ。

大学は芸術の幅を広げる為にジャズを専攻、洗足学園音楽大学音楽学部ジャズコースに特待生入学。

ジャズサックスをBob zungと川嶋哲郎、クラリネットを谷口英治、ジャズピアノを片倉真由子に師事する。

在学中、大学内のGet Jazz Orchestraに所属し、ビッグバンドのノウハウを学ぶ。

20歳の成人式では、自身の出身地である福岡県春日市の成人式にて祝賀演奏を行う。

## 参加
- 2017年1月、自身の成人式(福岡県春日市成人式)にてオープニング祝賀演奏。
- 2018年4月、クラウドファンディングにてZepp Divercity Tokyo「Road to Zepp」第一弾アーティスト遥海、サポート参加。

## 受賞
- JBA主催全日本中学生JBA管打楽器ソロコンテスト九州大会金賞受賞。
- 福岡吹奏楽連盟主催ソロコンテスト木管部門第2位。
- DownBeat's 40th Annual Student Music Awards Large Jazz Ensemble部門 Outstanding Performance賞（単独2位）。